# Kevin O’Donoghue
Sir Kevin O’Donoghue, KCB, CBE (* 9. Dezember 1947) ist ein ehemaliger britischer Offizier der British Army, der zuletzt als General von 2007 bis 2010 Chef für Verteidigungsmaterial (Chief of Defence Materiel) war.

## Leben
Kevin O’Donoghue, Sohn von Phillip James O’Donoghue and Winifred Mary O’Donoghue, trat am 10. Oktober 1968 in die Territorial Army ein und wurde als Leutnant (Second Lieutenant) zum Corps of Royal Engineers versetzt. Er absolvierte ein Studium am Institute of Science and Technology der University of Manchester (UMIST) und schloss dieses 1971 mit einem Bachelor of Science (B.S.) mit Auszeichnung ab. Nach zahlreichen Verwendungen als Offizier und Stabsoffizier war er zwischen April 1986 und April 1988 als Oberstleutnant (Lieutenant-Colonel) Kommandeur (Commanding Officer) des 25. Pionierregiments (25th Engineer Regiment). Im November 1990 wurde er als Brigadegeneral (Brigadier) Kommandeur der Pioniertruppen (Commander, Royal Engineers) des I. Korps (I Corps) und verblieb in dieser Funktion bis zu dessen Auflösung im August 1992. Anschließend war er zwischen Oktober und Dezember 1992 Chefingenieur des Alliierten Schnellen Reaktionskorps ARRC (Allied Rapid Reaction Corps). 1996 wurde er Commander des Order of the British Empire (CBE).
Als Generalmajor (Major-General) fungierte O’Donoghue von April 1996 bis Februar 1999 als Chef des Stabes des Generalquartiermeisters des Heeres (Chief of Staff, Quartermaster-General) sowie zwischen Februar 1999 und April 2001 Assistierender Chef des Generalstabes des Heeres (Assistant Chief of the General Staff). Im Mai 2001 löste er als Generalleutnant (Lieutenant-General) Generalleutnant Sir Michael Willcocks als Militärischer Vertreter im NATO-Militärausschuss ab und übte diese Funktion bis September 2002 aus, woraufhin Air Marshal Robert Alfred Wright sein dortiger Nachfolger wurde. Nach seiner wurde er 2002 stellvertretender Chef des Verteidigungsstabes für Gesundheit (Deputy Chief of the Defence Staff (Health)) und war als damit bis September 2004 zuständig für die Medizinischen Dienste der Streitkräfte des Vereinigten Königreichs.
Zuletzt wurde Kevin O’Donoghue zum General befördert und übernahm von Vizeadmiral Sir Peter Spencer im Verteidigungsministerium (Ministry of Defence) die Funktion als Chef für Verteidigungslogistik (Chief of Defence Logistics). Nachdem diese Funktion 2007 reorganisiert und umbenannt wurde, fungierte er bis zum Dezember 2010 als Chef für Verteidigungsmaterial (Chief of Defence Materiel) und wurde daraufhin von Bernard Gray abgelöst. Zwischenzeitlich wurde er am 31. Dezember 2004 zum Knight Commander des Order of the Bath (KCB) geschlagen und führte seither den Namenszusatz „Sir“. Darüber hinaus war er als Nachfolger von Generalleutnant Sir Scott Grant von 2004 bis zu seiner Ablösung durch Generalleutnant Sir Peter Wall am 10. Mai 2009 als Chief Royal Engineer offizieller Chef des Korps der Royal Engineers. Am 1. Februar 2007 wurde er Kommandierender Oberst des Royal Logistic Corps. Er war ferner bis zum 16. Oktober 2007 Ehrenoberst des 75th Engineer Regiment. 2009 übernahm er die neu geschaffene Funktion des Master General of Logistics und war damit bis zu seiner Ablösung am 1. Februar 2012 durch Generalleutnant Sir Mark Poffley der zeremonielle Chef des Royal Logistic Corps. Am 19. März 2011 trat er in den Ruhestand.